# قزل-یار (تاش‌کمور)
قزل-یار (به لاتین: Kyzyl-Jar) یک منطقهٔ مسکونی در قرقیزستان است که در استان جلال‌آباد واقع شده‌است. قزل-یار ۲٬۷۰۰ نفر جمعیت دارد.